# Battle (jihokorejská hudební skupina)
Battle (hangul: 배틀) byla jihokorejská boy band, jež debutovala 17. prosince 2006 se singlem „Crash“. Skupina je známa pro svou vítěznou účast v reality show Let's Coke Play! Battle Shinhwa!. Na svém počátku se skládala z šesti členů: Ryu, Tae-hwa, Lio, Chris, Shin Ki-Hyun a Hwi-chan, již byli vybráni v rámci reality show jednotlivými členy skupiny Shinhwa. Ki-Hyun kapelu opustil v roce 2008, stejně jako členové Hwi-chan a Lio, kteří nastoupili do armády. V průběhu roku 2009 do služby nastoupili i další členové včetně frontmana Ryu a od roku 2010 je kapela neaktivní. V roce 2007 byli nominováni na MAMA v kategorii Objev roku mužských kapel („Best New Male Group“) za singl „Crash“, ovšem prohráli s písní „Love Sick“ skupiny F.T. Island.

## Diskografie
| Vydaný titul       | Datum vydání      | Tracklist |
| ------------------ | ----------------- | --- |
| Crash (Crazy love) | 14. prosince 2006 | 1. Crash [Crazy in Love] 2. Icarus 3. Flying Up 4. Icarus Instrumental                                                                                |
| Tell me (Malhae)   | 30. května 2007   | 1. 말해! (Malhae! - Tell Me!) 2. Hey Yo 3. 고장난 가슴 (Gojangnan Gaseum - Broken Heart) 4. 고장난 가슴 (Gojangnan Gaseum - Broken Heart) Instrumenta |
| Step by step       | 10. června 2008   | 1. Big Change (feat. Deegie) 2. Step by Step 3. Luv U                                                                                                 |